# Вотервіль (Мен)
Вотервіль (англ. Waterville) — місто (англ. city) в США, в окрузі Кеннебек штату Мен. Населення — 15 828 осіб (2020). Розташоване на західному березі річки Кеннебек.

## Географія
Вотервіль розташований за координатами 44°32′43″ пн. ш. 69°39′41″ зх. д. / 44.54528° пн. ш. 69.66139° зх. д. (44.545285, -69.661396).  За даними Бюро перепису населення США в 2010 році місто мало площу 36,40 км², з яких 35,18 км² — суходіл та 1,22 км² — водойми.

### Клімат
| Клімат : Вотервіль      | Клімат : Вотервіль | Клімат : Вотервіль | Клімат : Вотервіль | Клімат : Вотервіль | Клімат : Вотервіль | Клімат : Вотервіль | Клімат : Вотервіль | Клімат : Вотервіль | Клімат : Вотервіль | Клімат : Вотервіль | Клімат : Вотервіль | Клімат : Вотервіль | Клімат : Вотервіль |
| Показник                | Січ.               | Лют.               | Бер.               | Квіт.              | Трав.              | Черв.              | Лип.               | Серп.              | Вер.               | Жовт.              | Лист.              | Груд.              | Рік                |
| Абсолютний максимум, °C | 14,4               | 16,1               | 28,9               | 32,8               | 36,7               | 35,6               | 35,6               | 38,3               | 35,6               | 28,9               | 22,8               | 19,4               | 38,3               |
| Середній максимум, °C   | −1,2               | 0,8                | 5,8                | 12,9               | 19,9               | 24,7               | 27,4               | 26,7               | 22,1               | 15,4               | 8,2                | 1,3                | 13,7               |
| Середній мінімум, °C    | −13,4              | −12,4              | −6,2               | −0,2               | 5,7                | 11,2               | 14,2               | 13,4               | 8,8                | 3,1                | −1,8               | −9,3               | 1,1                |
| Абсолютний мінімум, °C  | −35,6              | −35                | −27,2              | −13,3              | −6,1               | 1,1                | 3,9                | 1,7                | −5                 | −8,3               | −18,3              | −32,8              | −35,6              |
| Норма опадів, мм        | 73                 | 65                 | 82                 | 89                 | 89                 | 93                 | 88                 | 90                 | 91                 | 107                | 106                | 91                 | 1064               |
| ----------------------- | ------------------ | ------------------ | ------------------ | ------------------ | ------------------ | ------------------ | ------------------ | ------------------ | ------------------ | ------------------ | ------------------ | ------------------ | ------------------ |
| Джерело:                |                    |                    |                    |                    |                    |                    |                    |                    |                    |                    |                    |                    |                    |

## Демографія
Згідно з переписом 2010 року, у місті мешкали 15 722 особи в 6370 домогосподарствах у складі 3274 родин. Густота населення становила 432 особи/км².  Було 7065 помешкань (194/км²).
Расовий склад населення:
| - 93,9 % — білих - 1,2 % — азіатів - 1,1 % — чорних або афроамериканців - 0,6 % — корінних американців - 0,1 % — вихідців з тихоокеанських островів |

До двох чи більше рас належало 2,4 %. Частка іспаномовних становила 2,4 % від усіх жителів.
За віковим діапазоном населення розподілялося таким чином: 17,9 % — особи молодші 18 років, 65,4 % — особи у віці 18—64 років, 16,7 % — особи у віці 65 років та старші. Медіана віку мешканця становила 36,8 року. На 100 осіб жіночої статі у місті припадало 87,8 чоловіків;  на 100 жінок у віці від 18 років та старших — 84,4 чоловіків також старших 18 років.
Середній дохід на одне домашнє господарство  становив 52 212 долари США (медіана — 33 251), а середній дохід на одну сім'ю — 73 194 долари (медіана — 53 198). Медіана доходів становила 38 976 доларів для чоловіків та 36 544 долари для жінок. За межею бідності перебувало 20,6 % осіб, у тому числі 25,6 % дітей у віці до 18 років та 9,2 % осіб у віці 65 років та старших.
Цивільне працевлаштоване населення становило 6552 особи. Основні галузі зайнятості: освіта, охорона здоров'я та соціальна допомога — 33,2 %, роздрібна торгівля — 16,2 %, мистецтво, розваги та відпочинок — 12,7 %.

## Відомі особистості
У місті народились:
- Брюс Полікін (1953) — американський політик.
- Девід Келлі (1956) — американський сценарист.